# دنيس غونزاليس
دنيس غونزاليس (بالإنجليزية: Dennis González)‏ هو عازف جاز أمريكي، ولد في 15 أغسطس 1954 في أبيلين في الولايات المتحدة.

## وصلات خارجية
- دنيس غونزاليس على موقع IMDb (الإنجليزية)
- دنيس غونزاليس على موقع ميوزك برينز (الإنجليزية)
- دنيس غونزاليس على موقع أول ميوزيك (الإنجليزية)
- دنيس غونزاليس على موقع ديسكوغز (الإنجليزية)